# Achyropappus
Achyropappus é um género botânico pertencente à família Asteraceae.
É composto por 14 espécies descritas e destas apenas uma aceite: Achyropappus anthemoides Kunth
Trata-se de um género reconhecido pelo sistema de classificação filogenética Angiosperm Phylogeny Website.

## Taxonomia
O género foi descrito por Carl Sigismund Kunth e publicado em Nova Genera et Species Plantarum (folio ed.) 4: 202–203. 1820[1818].